# Dust (Lied)
Dust ist ein Lied aus dem Soundtrack des Westernfilms Under Western Stars aus dem Jahr 1938. Komponiert und getextet wurde der Song von Johnny Marvin. Gesungen wird er im Film von Roy Rogers, der neben Smiley Burnette und Carol Hughes auch die Hauptrolle spielte. Im März 1938 wurde das Lied in der Interpretation von Roy Rogers aufgezeichnet und gilt als die beste Version.
Das Lied besingt den Staub, der sich in der Luft, in den Augen und auf den Wegen befindet und der dem lyrischen Ich den Blick auf die Sonne verwehrt und dem es sich schließlich ergibt, so könne es sich nicht mehr orientieren („Dust, dust, can’t see the sun,/ Can’t find my way, the dust has won!“). Im Lied bittet das lyrische Ich daher um Regen sowie Gott um Erbarmen.
1939 war Johnny Marvin mit Dust in der Kategorie „Bester Song“ für einen Oscar nominiert. Die Auszeichnung ging jedoch an Ralph Rainger und Leo Robin für ihren Song Thanks for the Memory aus dem Film The Big Broadcast of 1938.

## Coverversionen
Auch die Country-Sänger Gene Autry und Jimmy Wakely zeichneten Dust auf. Der Jazz-Diskograph Tom Lord listet 26 Coverversionen des Titels im Bereich des Jazz.